# Guerrilla urbana

Bandera del Movimiento 26 de Julio, una de las principales guerrillas del siglo 20 al inspirar diversos grupos guerrilleros

La guerrilla urbana es un tipo específico de guerrilla aparecido en la segunda mitad del siglo XX, que se caracteriza por desarrollarse en un ambiente urbano como parte de una estrategia coordinada de lucha militar, muchas veces de naturaleza antiimperialista/anticolonial, revolucionaria, asimétrica e improvisada.

## Antecedentes
La guerrilla es una táctica bélica de gran antigüedad que suele ser adoptada por los grupos de combatientes que se encuentran en desventaja frente a fuerzas militares bien organizadas y pertrechadas. Consiste básicamente en evitar confrontaciones abiertas con las tropas enemigas, buscando pequeños combates en los que no exista superioridad numérica, así como actos de sabotaje que puedan afectar la capacidad operativa del enemigo. En general, las poblaciones locales invadidas por potencias extranjeras han recurrido sistemáticamente a la guerrilla como forma de resistencia.
Históricamente, la organización guerrillera adoptó la forma de guerrilla rural, fundamentalmente debido a que la mayoría de la población habitaba en las zonas rurales, mientras que las fuerzas militares regulares debían establecerse en fortificaciones puntuales. Estas características daban una ventaja a la guerrilla rural, a partir de las posibilidades de ocultamiento y apoyo de los pobladores, así como de control del territorio.

## Historia
Con el proceso de urbanización masiva, la clásica guerrilla rural comenzó a mostrarse ineficiente, en parte porque una escasa población rural dificulta sus posibilidades de pasar desapercibida, y en parte porque la radicación de la mayor parte de los habitantes en las ciudades hizo perder a las guerrillas una de sus ventajas estratégicas, la conexión con la población civil.
En esas condiciones apareció la guerrilla urbana, lógicamente relacionada con el proceso de urbanización y la simultánea despoblación del campo. En muchas ocasiones, la guerrilla urbana y rural han aparecido combinadas.
Los maquis españoles que resistieron al Ejército Franquista, una vez derrotados los ejércitos republicanos, organizaron las primeras guerrillas urbanas en Madrid, Barcelona, Málaga y Granada, principalmente. La guerrilla urbana en Cataluña fue anarquista, con guerrilleros como Sabaté, Facerías o "Caracremada". En Madrid, en cambio, estuvo dominada por el PCE. En el caso de Málaga, la figura más relevante fue el grupo anarquista de Antonio Raya, y en Granada, el grupo de los hermanos Quero, integrado por socialistas, anarquistas y comunistas. El caso de los hermanos Quero destaca por la espectacularidad de sus acciones, el mito popular que alcanzaron, y porque la mayoría de sus miembros se suicidaron antes de entregarse a las autoridades. La resistencia francesa contra la ocupación nazi también utilizó tácticas de guerrilla urbana, sobre todo en París.
A partir de la década de los 60´s, la guerrilla urbana se generalizó como forma de organización en las luchas contra el colonialismo europeo de posguerra, y en los llamados de naturaleza revolucionaria.
El momento cumbre de la guerrilla urbana se escribe en 1969, cuando el dirigente comunista brasilero Carlos Marighella escribe el Minimanual del Guerrillero Urbano, texto clandestino que circuló por todo el mundo y fue traducido a muchos idiomas. Incluso, en allanamientos a grupos que fueron (y algunos aún son) considerados terroristas como la Fracción del Ejército Rojo alemán, ETA, el IRA y la Bandera Roja de Venezuela, fueron encontrados este tipo de textos. Hoy día, la cartilla está desactualizada al concepto moderno de guerra, es inoperante y solo sirve como texto de referencia e investigación académica.

## Características
Es una forma de lucha social que tiene 3 formas de ejecutarse: móvil, estática o escondida.

## Casos en el mundo
- Alemania: Fracción del Ejército Rojo (RAF)
- Colombia: Movimiento 19 de Abril (M-19)
- España: Euskadi Ta Askatasuna (ETA)
- Irlanda/Reino Unido: Irish Republican Army (IRA)
- Uruguay: Movimiento de Liberación Nacional-Tupamaros (MLN-T)
- México: Liga Comunista 23 de Septiembre (LC23S)